# Буковинський курінь ОУН (м)
Букови́нський ку́рінь (також - курінь Войновського, Галицько-буковинський курінь, Київсько-буковинський курінь, курінь "Буковина") — добровольча частина, похідна група ОУН (м) з Буковини часів Другої світової війни. 

## Створення та учасники
Буковинський курінь був утворений, після відходу радянських військ з Буковини, у липні-серпні 1941 року за погодженням з німецькою та румунською адміністрацією. Курінь отримав німецькі документи для проходження окупованими територіями під виглядом робітничної колони (арбайтсколоне). Учасники куреня позбавлялись румунського громадянства і не могли легально повернутись до своїх домівок. 
Основними організаторами куреня були члени ОУН (м), зокрема Петро Войновський . До складу цієї формації увійшли переважно молоді люди зі всіх верств населення Буковини: селяни, робітники, студенти, митці, адвокати, лікарі, вчителі, зокрема і члени ОУН. Члени куреня не носили уніформи та не мали зброї. 
За своїм характером, курінь був добровільною похідною групою ОУН (м), яка мала стати зародком української армії.

## Діяльність

#### Завдання та маршрут руху
Маршрут руху куреня проходив через Снятин - Городенку - Кам'янець Подільський - Вінницю - Київ, і по дорозі до Києва, за директивою Проводу ОУН (м), багато з буковинців залишилися в містах України, де включилися в місцеву громадсько-політичну роботу, проводячи антирадянську діяльність, мали створювати нові осередки ОУН.  

#### Прибуття до Києва та трагедія "Бабиного яру"
Основна частина куреня прибула до Києва 29 жовтня 1941 року, тому в розстрілах євреїв 29-30 вересня 1941 року в Бабиному Яру, у чому Буковинський курінь часто звинувачують, участі не брали. 
Але за твердженням істориків Карела Беркгофа та Юрія Радченка, окремі відділи куреня прибули до Києва раніше й могли брати участь у розстрілах, хоча їх участь у розстрілах є ними не доведеною. Однак, існує документ, який свідчить про те, що жодні підрозділи Буковинського куреня до та під час розстрілів у Бабиному Яру в кінці вересня 1941 року не прибували.
Головна та пряма роль у розстрілах належала німцям із Зондеркоманди 4а Айнзацгрупи С під керівництвом штандартенфюрера СС Пауля Блобеля за підтримки двох підрозділів полку поліції «Південь» — 45-го і 303-го батальйонів поліції (Polizei-Bataillon) порядку. Військовослужбовці Зондеркоманди 4а та 45-го батальйону німецької поліції порядку взяли безпосередню участь у розстрілах. Військовослужбовці 303-го батальйону німецької поліції порядку в цей час охороняли зовнішній периметр місць розстрілів.
Після прибуття до Києва Буковинський курінь був об'єднаний із Київським куренем під командуванням Петра Захвалинського.

#### Діяльність членів куреня
Учасники Буковинського куреня одразу ж включилися у процеси національного відродження столиці, зокрема тісно співпрацювали з органами місцевого самоврядування, забезпечували діяльність українських установ, підприємств, культурних та політичних інститутів. За спогадами Корнія Товстюка для цивільної адміністративної роботи відібрали понад 300 членів куреня, ще близько трьох сотень членів похідної групи "Буковинський курінь" стали частиною української поліції, заснованої Гордоном, Захвалинським та Кабайдою.

## Розформування та подальша доля
Через кілька місяців після прибуття до Києва чимало членів Буковинського куреня були репресовані німецькою владою. Частина членів куреня пішла в підпілля, частина повернулась на Буковину, частина влилася до ряду батальйонів охоронної поліції (Шуцманшафт) — 109-го (Вінниця), 115-го та 118-го (Київ).
У серпні 1944 року 115-й і 118-й батальйони було реорганізовано в 62-й і 63-й батальйони 30-ї дивізії військ СС і перекинуто з Білорусі у Францію для боротьби з загонами Французького Резистансу.
В понеділок 21-го серпня 1944 року 62-й і 63-й батальйони було об'єднано в один курінь і призначено нових командирів. З німецького боку новим 62-м куренем керували майор Пнцке і капітан Лібе. В подальшому стрільці 62-го батальйону перейшли на бік Французького Опору.
Тут 62-й батальйон було перейменовано на 2-й Український Курінь ім. Тараса Шевченка, оскільки 1-м Українським Куренем ім. І.Богуна названо колишній 102-й волинський батальйон, який також перейшов на бік Французького Опору. У французьких військових документах Буковинський Курінь значився як «Le 2 Bataillon Ukrainien des Forces Francaices de L'Interier, Groupement Frontiere, Sous-Region D.2.» Курінним стрільці обрали колишнього старшину Армії УНР Негребецького, командиром 1-ї сотні Мелешка, командиром 2-ї сотні Поліщука, командиром 3-ї сотні Федоріва.

## Пам'ять

Пам'ятник Героям Буковинського куреня, Чернівці, квітень 2009

#### Меморіали
Перший надгробний пам'ятник стрільцям Буковинського Куреня постав в 1945 р. в м. Дамблен, де поховано трьох українських вояків, які впали на полі бою в вересні 1944 р. До цього скромного, але виконаного зі смаком з тривкого матеріалу надгробка сходилися в дні свят українські комбатанти, вшановуючи полеглих побратимів.
Семеро стрільців Буковинського Куреня були поховані на цвинтарі м. Версель, де за десятиліття їх могили зазнали руйнівної дії часу. Тож 20 травня 1973 р. в Ліоні постав Комітет для вшанування пам'яті вояків-українців, які полягли за волю Франції (голова колишній бунчужний Буковинського Куреня Іван Слижук, скарбник — Орест Білак), заходами якого перенесено останки героїв до братської могили, на центральній алеї цвинтаря м. Версель і споруджено ґранітний пам'ятник з тризубом та іменами загиблих. Відкриття і освячення пам'ятника 14 липня 1973 р. перетворилося у величну франко-українську маніфестацію за участю командира Куреня полковника Віктора Петі, почесної роти 65-ї французької дивізії, представників французької влади та української громадськості з цілого світу. Як наголосив у своєму виступі на освяченні пам'ятника відомий митець Василь Авраменко з США, це перший раз у світі чужа армія вшановувала українських вояків…

Хрест заслуги Буковинського куреня

#### Церква-пам'ятник св.Петра і Павла
Того ж 1973 року заходами і коштом першого командира Буковинського Куреня Петра Войновського в його садибі в Керкгонксоні, США, почала споруджуватися церква-пам'ятник на спомин про побратимів з Буковинського Куреня, які віддали своє життя за волю України. Збудовану в стилі українського бароко дерев'яну церкву увінчує Мазепинський хрест, як символ братерства по зброї. Церкву-пам'ятник св. Петра і Павла урочисто освячено 12 липня 1975 року; того ж дня в недалекій оселі «Союзівка» відбулася Академія на честь Буковинського Куреня за участю представників українських комбатантських організацій та центральних українських установ, членів Буковинського Куреня з цілого світу і численних гостей. З нагоди урочистостей видруковано серію конвертів з портретами учасників Куреня та провідних діячів ОУН, пам'ятні марки та коротку брошуру з історією Буковинського Куреня.

#### Пам'ятна відзнака "Хрест заслуги Буковинського Куреня"
1986 року Командою Буковинського Куреня, в 45-ліття його створення встановлено пам'ятну відзнаку — «Хрест заслуги Буковинського Куреня» на жовто-блакитній стрічці. На лицьовому боці хреста викарбувано націоналістичний тризуб і напис «ОУН 1941—1945», на зворотньому — «Хрест заслуги Боєвикови Воїневи Буковинського Куреня». Хрестом заслуги нагороджуються не лише учасники Буковинського Куреня, але й особи, які допомагали стрільцям Куреня у воєнні роки (наприклад, в 1986 р. отримав відзнаку француз Жільбер Аміо, котрий супроводив Курінь під час його переходу до французьких повстанців) або прислужилися справі вшанування пам'яті про Буковинський Курінь.

#### Пам'ятник Героям Буковинського куреня
У 1995 р. в Чернівцях, у сквері на розі вулиць Руської й Садовського, споруджений пам'ятник присвячений кільком військовим та напіввійськовим формуванням буковинців, які у різні історичні періоди (1918, 1941, 1944 рр.) боролись за створення незалежної України - пам'ятник Героям Буковинського куреня.